# Perouvianella
Perouvianella es un género de foraminífero bentónico de la familia Meandropsinidae, de la superfamilia Soritoidea, del suborden Miliolina y del orden Miliolida. Su especie tipo es Orbiculina peruviana. Su rango cronoestratigráfico abarca el Santoniense (Cretácico superior).

## Clasificación
Perouvianella incluye a las siguientes especies:
- Perouvianella peruviana